# Opactwo Tre Fontane

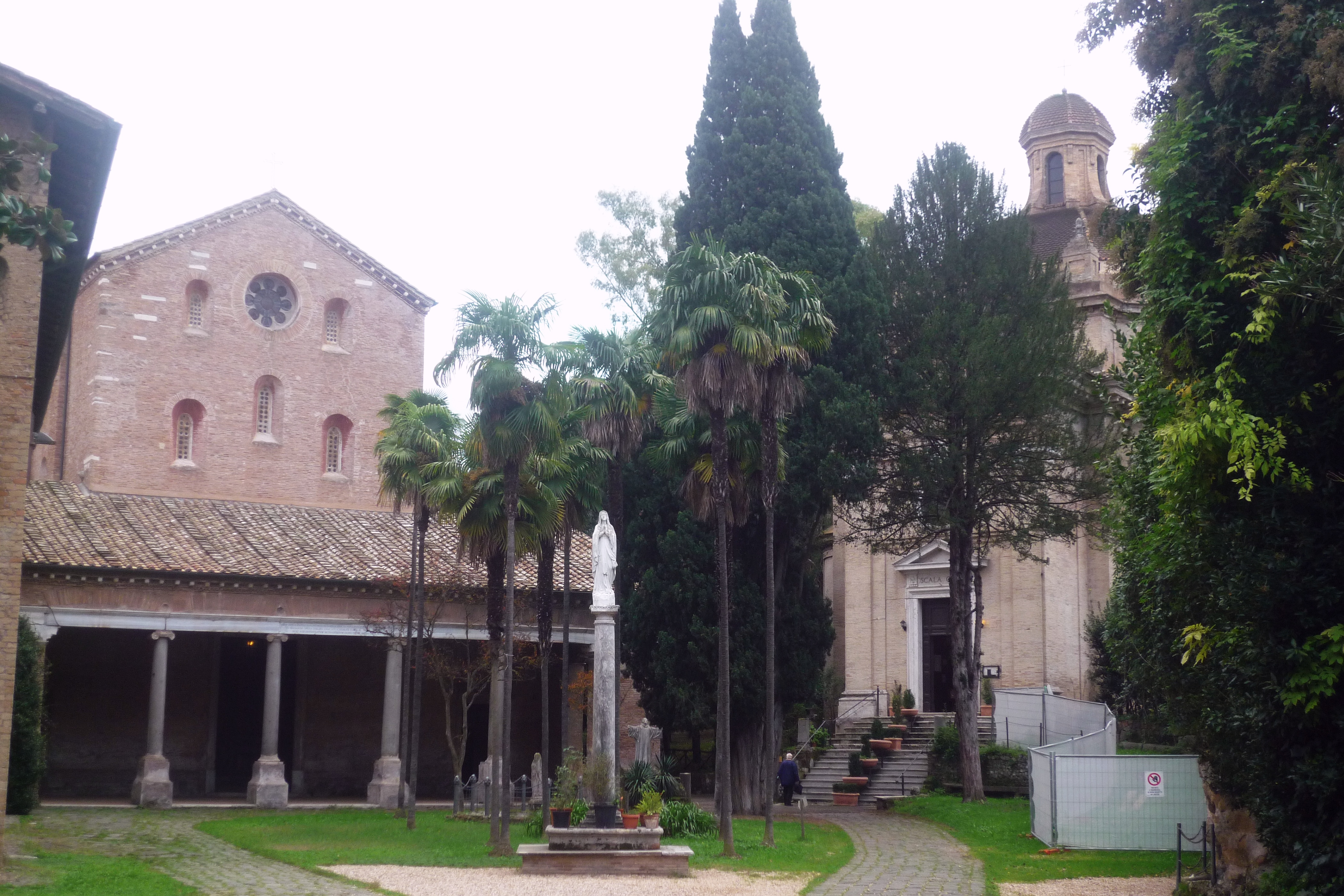
Opactwo "Tre Fontane" (Trzy Źródła) w rzymskiej dzielnicy Eur. Widok na kościół Santa Maria Scala Coeli (z prawej strony) oraz Santi Anastasio e Vincenzo (z lewej)

Opactwo Tre Fontane – to opactwo-sanktuarium, położone w południowej części Rzymu, którego duchową opiekę sprawują ojcowie trapiści. Według przekazów ustnych, w tym właśnie miejscu św. Paweł Apostoł został ścięty mieczem. Jego odcięta głowa miała trzykrotnie uderzyć w ziemię, dając początek trzem źródłom (wł. tre fontane).

## Opactwo trzech świątyń
Na terenie opactwa znajdują się trzy świątynie:
- Santa Maria Scala Coeli (Matki Bożej Schodów do Nieba) - kościół z XVI w., wzniesiony - według tradycji - na miejscu męczeństwa św. Zenona i innych rzymskich żołnierzy;
- Santi Anastasio e Vincenzo (Świętych Wincentego i Anastazego) - najstarsza, trzynawowa świątynia opactwa (z XIII w.), zbudowana na planie krzyża łacińskiego;
- San Paolo alle Tre Fontane (Św. Pawła przy Trzech Źródłach) - kościół z przełomu XVI/XVII w., zbudowany na miejscu męczeństwa św. Pawła Apostoła.

## Materiały źródłowe
- Na drogach św. Pawła (jego męczeństwo i pamiątka tego wydarzenia)
- Oficjalna strona opactwa Tre Fontane (w jęz. włoskim)